# Antón Joliáznykov
Antón Volodymyrovych Joliáznykov –en ucraniano, Антон Володимирович Холязников– (Dzhankói, URSS, 10 de diciembre de 1986) es un deportista ucraniano que compitió en remo.
Ganó tres medallas en el Campeonato Europeo de Remo entre los años 2009 y 2011. Participó en los Juegos Olímpicos de Londres 2012, ocupando el octavo lugar en la prueba de ocho con timonel.

## Palmarés internacional
| Campeonato Europeo | Campeonato Europeo          | Campeonato Europeo | Campeonato Europeo |
| Año                | Lugar                       | Medalla            | Prueba             |
| ------------------ | --------------------------- | ------------------ | ------------------ |
| 2009               | Brest (Bielorrusia)         | Medalla de plata   | Ocho con timonel   |
| 2010               | Montemor-o-Velho (Portugal) | Medalla de bronce  | Ocho con timonel   |
| 2011               | Plovdiv (Bulgaria)          | Medalla de bronce  | Ocho con timonel   |